# 岩波講座日本歴史
岩波講座日本歴史（いわなみこうざにほんれきし）は、岩波書店が刊行する歴史学（日本史学）に関する叢書。原始・古代から現代にいたる日本の全歴史をカバーし、岩波講座シリーズの一つをなしている。戦前以来、同名の叢書が4回、また同様の趣旨にもとづく『岩波講座日本通史』が1回、刊行されている。これは岩波講座としては、最多のシリーズ刊行である。

## 概要
多数の研究者が書き下ろした専門的な内容の論文を時代別・テーマ別に並べて各巻を構成し、全体で日本の原始・古代から現代までをカバーする形式の、いわゆる「講座もの」の叢書である。編集委員会が時代およびテーマを設定して各執筆者に振り分け、出来上がった原稿をチェックして刊行される。一般向けの啓蒙書（全体的な概説や通史）というよりは、大学生以上の専門的歴史研究者や高等学校などの歴史担当教員を読者として想定した、各時代の個別のテーマに関する概説的論文が中心となって収録されている。
いずれのシリーズでも「別巻」（あるいは別編・参考編）が置かれ、現状を含む研究史（史学史）・史料論・研究方法論など、専門家に資する内容となっている。そのため、各時期における日本の歴史学研究の研究状況および研究水準が示されていると言える。また、この講座に収められた論考が、その後、その著者の著作の部分として刊行されることもある（75年版の講座に「中世都市論」を執筆した網野善彦が、その論考をのちに単行本『日本中世都市の世界』に収めたのは、その一例である）。
編集・印刷が完了した巻から順次刊行を行うので、必ずしも各巻の巻数が刊行された順とはならない。戦後に刊行された第2次シリーズ以降では、月1回のペースで刊行（配本）を行ない、著名な研究者・文化人等が書いた小文を収めた別刷りである月報を各巻の付録としている。「月報」は各巻の刊行順に番号を付けている。

## 第1次（1933 - 35年）
岩波講座第10次シリーズとして企画され、国史研究会の編集で1933年から1935年にかけて刊行された。全10巻（総説・本編・別編・参考編）および別巻からなるが、各巻は著者別の冊子に分かれており、合計で129分冊である。
1. 総説・本編（古代）
2. 本編（上代 上）
3. 本編（上代 下）
4. 本編（中世 上）
5. 本編（中世 下）
6. 本編（近世 上）
7. 本編（近世 下）
8. 本編（最近世）
9. 別編
10. 参考編
11. （別巻）国史研究年表

- 第1回配本分
  - 黒板勝美「皇家中興の大業」[2]
  - 藤井甚太郎「憲法の制定」[3]
  - 尾佐竹猛「政党の発達」[4]
  - 中村孝也「江戸幕府政治(2)」[5]
- 第2回配本分
  - 川上多助「皇威の発展と氏族制度」[6]
  - 松本彦次郎「平安時代の宗教生活と庶民階級」[7]
  - 出雲路通次郎「有職故実」[8]
  - 斎藤清太郎「露国の東亜政策」[9]
  - 土屋喬雄「江戸時代の経済」[10]
  - 木宮泰彦「日宋関係」[10]
  - 吉村茂樹「平安時代の政治」[10]
- 第3回配本分
  - 足立康「飛鳥奈良時代の仏教建築」[11]
  - 宮地直一「神社の崇敬」[12]
- 第4回配本分
  - 魚澄惣五郎「室町幕府政治」[13]
  - 中村吉治「近世初期農村の問題」[14]
  - 板沢武雄「蘭学の発達」[15]
  - 大久保利謙「明治時代の教育」[16]
- 第5回配本分
  - 森谷秀亮「条約改正」[17]
  - 和田軍一「皇陵」[18]
  - 藤田元春「歴史地理」[19]
  - 蘆田伊人「本邦地図の発達」[20]
- 第6回配本
  - 渡辺世祐「群雄の争覇」[21]
  - 外山英策「室町時代の庭園」[22]
  - 花見朔巳「織田豊臣二氏の統一事業」[23]
  - 藤懸静也「江戸時代の絵画」[24]
  - 松本信広「日本神話について」[25]
  - 佐佐木信綱「歌学に就て」[26]
- 第7回配本分
  - 稲葉岩吉「日麗関係」[27]
  - 山田孝雄「鎌倉時代の文芸」[28]
  - 大塚武松「幕末の外交」[29]
  - 斎藤隆三「江戸時代の風俗」[30]
  - 兼常清佐「徳川時代の音楽」[31]
  - 石田幹之助「西洋人の眼に映じたる日本」[32]
- 第8回配本
  - 石田茂作「仏教の初期文化」[33]
  - 中村栄孝「江戸時代の日鮮関係」[34]
  - 井野辺茂雄「江戸幕府政治（三）」[35]
  - 煙山専太郎「日清日露の役」[36]
  - 芝葛盛「皇室制度」[37]
  - 本間順治「古刀と新刀」[38]
- 第9回配本分
  - 池内宏「刀伊の入寇及び元寇」[39]
  - 竹岡勝也「尊皇思想の発達」[40]
  - 田保橋潔「明治外交史」[41]
  - 黒板勝美「國史の編著」[42]
- 第10回配本分
  - 川上多助「武士の勃興」[43]
  - 吉沢義則「平安時代の女流日記文学」[44]
  - 柴謙太郎「中世の経済」[45]
  - 小林剛「鎌倉時代の彫刻」[46]
  - 古田良一「江戸時代の交通」[47]
  - 竹岡勝也「古代思想と国学」[48]
  - 松本重彦「比較言語」[49]
- 第11回配本分
  - 牧野信之助「荘園制の崩壊」[50]
  - 小野晃嗣「近世都市の発達」[51]
  - 高柳光壽「近世初期の文芸」[52]
  - 千葉亀雄「明治時代の文学」[53]
- 第12回配本分
  - 藤田亮策「朝鮮古代文化」[54]
  - 喜田貞吉「本邦都城の制」[55]
  - 原田亨一「平安時代の芸術」[56]
  - 服部勝吉「中世の建築」[57]
  - 岩崎小彌太「室町時代の文芸」[58]
  - 池田寅二郎「法典編纂」[59]
  - 関野貞「日本建築に及ぼせる大陸建築の影響」[60]
- 第13回配本分
  - 津田左右吉「上代史の研究方法について」[61]
  - 花山信勝「平安時代の仏教」[62]
  - 安藤正次「古典文学」[63]
  - 丸尾彰三郎「藤原時代の彫刻：特に定朝様式の成立とその製作について」[64]
  - 奥田誠一「江戸時代の工芸」[65]
  - 藤井甚太郎「明治維新（一）」[66]
  - 清水澄「明治以後に於ける行政法規の沿革」[67]
  - 嘉治隆一「明治時代の社会問題」[68]
- 第14回配本分
  - 上野直昭「鎌倉時代の絵画」[69]
  - 藤村作「町人文学」[70]
  - 大内兵衛「明治時代の経済」[71]
  - 内藤智秀「世界大戦と日本」[72]
  - 白鳥庫吉「東洋史上より観たる日本」[73]
- 第15回配本分
  - 笹川種郎「室町時代の工芸」[74]
  - 岩生成一「近世初期の對外関係」[75]
  - 山本信哉「神祇祭祀」[76]
  - 相田二郎「古文書」[77]
- 第16回配本分
  - 濱田耕作「日本原始文化」[78]
  - 伊東忠太「日本佛塔建築の變遷」[79]
  - 中村直勝「室町時代の庶民生活」[80]
  - 松本新八郎「鎌倉時代に於ける新仏教の発展」[81]
  - 大熊喜邦「近世武家時代の建築」[82]
  - 栗田元次「江戸幕府政治（一）」[83]
- 第17回配本分
  - 長沼賢海「宗教一揆」[84]
  - 田中豊蔵「安土桃山時代の絵画」[85]
  - 村上直次郎「吉利支丹宗門の興廃」[86]
  - 新村出「南蛮文学」[87]
  - 辻善之助「廃佛毀釋」[88]
  - 柳田国男「国史と民俗学」[89]
  - 岩井大慧「支那史書に現はれたる日本」[90]
  - 伊木寿一「日本書道の変遷」[91]
  - 田山信郎「記録：特に平安朝の日記について」[92]
  - 宇野哲人「朱子学の我国に及ぼせる影響」[93]
  - 和田英松「奈良朝以前に撰ばれたる史書」[94]
- 第18回配本分
  - 西田直二郎「歴史研究と歴史教育」[95]
  - 荻野仲三郎「奈良時代の政治と仏教」[96]
  - 脇本十九郎「室町時代の絵画」[97]
  - 高柳光壽「豊臣秀吉の検地」[98]
  - 中村栄孝「文禄・慶長の役」[99]
  - 春山作樹「江戸時代の教育」[100]
  - 羽仁五郎「明治維新（二）」[101]
  - 村川堅固「米国の極東政策と日米関係」[102]
  - 秋岡武次郎「欧人の初期日本地図作成史」[103]
  - 三上参次「明治天皇の御聖徳」[104]
  - 坪井九馬三「国史学に於ける太平洋研究の意義」[105]
  - 黒板勝美「更訂国史研究年表」[106]

## 第2次（1962 - 64年）
1962年4月から1964年2月にかけて刊行された。全23巻（うち別巻2）からなる。各時代の最初の巻の巻頭論文では、総論となる「序説」が付されて編纂委員が執筆している。石母田正「古代史序説」、林屋辰三郎「中世史序説」、奈良本辰也「近世史序説」、遠山茂樹「近代史序説」、井上清「現代史序説」。また、各時代の最後の巻の最終論文では、各時代の研究状況の解説論文が付されている。八木充・宮本救・阿部猛・家永三郎「古代史研究解説」、新田英治・百瀬今朝雄・赤井達郎「中世史研究解説」、金井圓・逆井孝仁・奈良本辰也「近世史研究解説」、石塚裕道・加藤幸三郎「近代史研究解説」、犬丸義一「現代史研究解説」。
時代区分としては、戦後日本の歴史学において定着した原始・古代・中世・近世・近代・現代を用いている。原始・古代1～4巻で旧石器時代から院政期（～11世紀）、中世1～4巻で平氏政権期から戦国期（12～16世紀）、近世1～5巻で織豊期から天保期（16世紀後半～19世紀前半）、近代1～4巻で開国から日清戦争期（1850～1890年代）、現代1～4巻で日露戦争期から第二次世界大戦後まで（1900～50年代）となっている。特徴的なのは、日本における帝国主義＝独占資本主義の成立をもって近代と現代の区分を行っている点である。
- 編纂委員：家永三郎、石母田正、井上清、井上光貞、北島正元、北山茂夫、佐藤進一、竹内理三、遠山茂樹、永原慶二、奈良本辰也、林屋辰三郎、古島敏雄
- A5判・上製（薄灰色カバー）・函入（針金止め）・本体価格450円

1. 原始および古代1
2. 古代2
3. 古代3
4. 古代4
5. 中世1
6. 中世2
7. 中世3
8. 中世4
9. 近世1
10. 近世2
11. 近世3
12. 近世4
13. 近世5
14. 近代1
15. 近代2
16. 近代3
17. 近代4
18. 現代1
19. 現代2
20. 現代3
21. 現代4
22. 別巻1
23. 別巻2

## 第3次（1975 - 77年）
1975年5月から1977年6月にかけて刊行された。本編23巻および別巻3からなる。各時代の最初の巻の巻頭論文では、総論となる「序説」が付されて編集委員が執筆している。直木孝次郎「原始・古代史序説」、黒田俊雄「中世史序説」、尾藤正英「近世史序説」、大石嘉一郎「近代史序説」、藤原彰「現代史序説」。
時代区分としては、原始・古代1～4巻で旧石器時代から院政期（～11世紀）、中世1～4巻で鎌倉幕府成立期から戦国期（12～16世紀）、近世1～5巻で織豊期から幕末維新期（16世紀後半～19世紀半ば）、近代1～8巻で戊辰戦争期から第二次世界大戦期（1860～1940年代）、現代1～2巻で占領期から日韓条約成立まで（1945～70年）となっている。
- 編集委員：朝尾直弘・石井進・井上光貞・大石嘉一郎・鹿野政直・黒田俊雄・佐々木潤之介・戸田芳実・直木孝次郎・永原慶二・尾藤正英・藤原彰・松尾尊兊
- A5判・上製（濃緑色カバー）・函入（針金止め）・本体価格1800円

1. 原始および古代1
2. 古代2
3. 古代3
4. 古代4
5. 中世1
6. 中世2
7. 中世3
8. 中世4
9. 近世1
10. 近世2
11. 近世3
12. 近世4
13. 近世5
14. 近代1
15. 近代2
16. 近代3
17. 近代4
18. 近代5
19. 近代6
20. 近代7
21. 近代8
22. 現代1
23. 現代2
24. 別巻1：戦後日本史学の展開
25. 別巻2：日本史研究の方法
26. 別巻3：日本史研究の現状

## 第4次（1993 - 96年）/ 岩波講座日本通史
1993年9月から1996年3月にかけて岩波講座日本通史というタイトルで刊行された。本編21巻および別巻4巻からなる。他のシリーズと異なって、本編である2～21巻において、①各時代の政治・経済・社会を総合的に概論する「通史」、②各時代の重要なテーマを取り扱う「論説」、③各時代の文化に関するテーマを取り扱う「文化論」、④各時代の特徴的なテーマを取り扱う「特論」をそれぞれ設定している。
時代区分としては、古代1～5巻で旧石器時代から摂関期（～11世紀）、中世1～4巻で院政期から戦国期（12～16世紀）、近世1～5巻で戦国期後期から天保期（16世紀後半～19世紀前半）、近代1～4巻で幕末維新期から占領期（1850～1940年代）、現代1～2巻で高度成長期以降（1950～90年代）となっている。近現代史では第3次シリーズで合わせて10巻が割かれていたのに対して、このシリーズでは6巻に縮小されている。また、アジア・太平洋戦争による敗戦をシリーズ構成上の時代区分として採用していないのも特徴である。
- 編集委員：朝尾直弘・網野善彦・石井進・鹿野政直・早川庄八・安丸良夫
- A5判・上製（濃茶色カバー）・函入（型抜函）・定価2800円（消費税3%込）

1. 日本列島と人類社会
2. 古代1
3. 古代2
4. 古代3
5. 古代4
6. 古代5
7. 中世1
8. 中世2
9. 中世3
10. 中世4
11. 近世1
12. 近世2
13. 近世3
14. 近世4
15. 近世5
16. 近代1
17. 近代2
18. 近代3
19. 近代4
20. 現代1
21. 現代2
22. 別巻1：歴史意識の現在
23. 別巻2：地域史研究の現状と課題
24. 別巻3：史料論
25. 別巻4：総目次・索引

## 第5次（2013 - 15年）
2013年11月から2015年2月にかけて刊行された。全22巻（うち別巻3）からなる。各時代の最初の巻の巻頭論文では、総論となる「招待」が付されて編集委員が執筆している。大津透「古代史への招待」、桜井英治「中世史への招待」、藤井譲治「近世史への招待」、吉田裕「近現代史への招待」。
時代区分としては、原始・古代1～5巻で旧石器時代から摂関期（～11世紀）、中世1～4巻で院政期から戦国期（12～16世紀）、近世1～5巻で織豊期から幕末期（16世紀後半～19世紀前半）、近現代1～5巻で戊辰戦争期から平成期まで（1860～2000年代）となっている。これまで近代史と現代史が区分されていたが、このシリーズでは「近現代史」として一体的に取扱っている。
- 編集委員：大津透・桜井英治・藤井譲治・吉田裕・李成市
- A5判・上製（白色カバー）・函入（型抜函）・本体価格3200円＋税

1. 原始・古代1
2. 古代2
3. 古代3
4. 古代4
5. 古代5
6. 中世1
7. 中世2
8. 中世3
9. 中世4
10. 近世1
11. 近世2
12. 近世3
13. 近世4
14. 近世5
15. 近現代1
16. 近現代2
17. 近現代3
18. 近現代4
19. 近現代5
20. 地域論（テーマ巻1）
21. 史料論（テーマ巻2）
22. 歴史学の現在（テーマ巻3）

## 類似の叢書（講座）
類似の叢書（講座）としては、歴史学研究会および日本史研究会の編集によるシリーズが数次にわたって東京大学出版会から刊行されている。これらのシリーズも、岩波講座と同様に、多数の研究者が書き下ろした専門的な内容の論文が並んで日本史の全時代をカバーする形式である。
- 第1次『日本歴史講座』（全8巻、1956-57年）：原始～近代4・近代2・戦後1・史学史1
- 第2次『講座日本史』（全10巻、1970-71年）：古代1・中世2・近世1・近現代4・テーマ巻2
- 第3次『講座日本歴史』（全12巻、1984-85年）：古代2・中世2・近世2・近代4・現代2
- 第4次『日本史講座』（全10巻、2004-05年）：古代2・中世2・近世3・近代2・戦後1